# Marc Bendavid
Marc Bendavid (Toronto, 1986. június 10. –) kanadai színész.
Fontosabb televíziós alakításai voltak a Dark Matter, a Parányi varázslat és a Reacher című  sorozatokban.

## Élete és pályafutása
2023-ban tette közzé egy Instagram-bejegyzésben, hogy François Arnaud színész párja.

## Filmográfia

### Film
| Év   | Cím                  | Szerep            | Megjegyzések                   |
| ---- | -------------------- | ----------------- | ------------------------------ |
| 2007 | Late Fragment        | Mike              |                                |
| 2008 | Us Chickens          | Dean McMurtry     | rövidfilm                      |
| 2009 | Man v. Minivan       | Shane             | rövidfilm                      |
| 2010 | Period Drama Trilogy | ismeretlen szerep | rövidfilm                      |
| 2016 | Cycles               | színész           | rövidfilm                      |
| 2019 | Máshol (Elsewhere)   | Miguel            | magyar hangja: Bercsényi Péter |

### Televízió
| Év        | Magyar cím                | Eredeti cím                           | Szerep                          | Megjegyzések                                                             |
| --------- | ------------------------- | ------------------------------------- | ------------------------------- | ------------------------------------------------------------------------ |
| 2007–2015 | Légikatasztrófák          | Air Crash Investigation               | Raymond Chalifoux               | 2 epizód                                                                 |
| 2008      | Anna – Az új kezdet       | Anne of Green Gables: A New Beginning | Dominic Blythe                  | tévéfilm                                                                 |
| 2008      | Border – A határsáv       | The Border                            | Ike hadnagy                     | 1 epizód                                                                 |
| 2009      | Booky első szerelme       | Booky's Crush                         | Russell                         | tévéfilm                                                                 |
| 2009      | Túl késő elköszönni       | Too Late to Say Goodbye               | Sam Malveau                     | tévéfilm                                                                 |
| 2009–2017 | Murdoch nyomozó rejtélyei | Murdoch Mysteries                     | Robert Perry                    | 3 epizód                                                                 |
| 2011      | Elit egység               | Flashpoint                            | Josh                            | 1 epizód                                                                 |
| 2011      | Nikita                    | Nikita                                | ügynök                          | 2 epizód                                                                 |
| 2013      | Hetedik érzék             | The Listener                          | Charlie Satie                   | 1 epizód                                                                 |
| 2013      |                           | Her Husband's Betrayal                | Dan Gresham                     | tévéfilm                                                                 |
| 2013–2015 |                           | Hard Rock Medical                     | Dylan                           | vendégszereplő (1-2. évad)                                               |
| 2014      | A falka                   | Bitten                                | Scott Brandon                   | vendégszereplő (1. évad)                                                 |
| 2014      | A Degrassi gimi           | Degrassi                              | Grant Yates                     | vendégszereplő (13. évad)                                                |
| 2015      |                           | Angel of Christmas                    | Owen Thomas                     | tévéfilm                                                                 |
| 2015–2017 |                           | Dark Matter                           | One / Jace Corso / Derrick Moss | - főszereplő (1. évad) - vendégszereplő (2. évad) - 16 epizód            |
| 2016      | Divatos szerelem          | Summer in the City                    | Phillip                         | tévéfilm                                                                 |
| 2017      | Rózsás karácsony          | A Rose for Christmas                  | Cliff Baskers                   | tévéfilm                                                                 |
| 2017–2019 |                           | How to Buy a Baby                     | Charlie                         | - főszereplő (1-2. évad) - 20 epizód                                     |
| 2018      |                           | Ransom                                | Bruno Lessio                    | 1 epizód                                                                 |
| 2019–2021 | Parányi varázslat         | Good Witch                            | Donovan Davenport               | főszereplő (5-7. évad)                                                   |
| 2020      |                           | The Lead                              | Alex Peterson                   | tévéfilm                                                                 |
| 2022      | Reacher                   | Reacher                               | Paul Hubble                     | - visszatérő szereplő (1. évad) - 4 epizód - magyar hangja Hamvas Dániel |

## Fordítás
- Ez a szócikk részben vagy egészben  a   Marc Bendavid című angol Wikipédia-szócikk ezen változatának fordításán alapul.  Az eredeti cikk szerkesztőit annak laptörténete sorolja fel. Ez a jelzés csupán a megfogalmazás eredetét és a szerzői jogokat jelzi, nem szolgál a cikkben szereplő információk forrásmegjelöléseként.